# Lacs de Crupillouse
Les lacs de Crupillouse sont un ensemble de lac situés dans la vallée de Champoléon, dans le Champsaur, dans le département français des Hautes-Alpes au sud du massif des Écrins.
Les deux lacs principaux sont le lac supérieur (2 665 mètres) d'une superficie de 4.7 ha, et le lac inférieur (2 640 mètres) d'une superficie de 5.35 ha. Les 5 autres lacs sont de superficie mineure, et ne forment qu'un unique lac lorsqu'ils gèlent, avec le lac principal le plus proche. Ces lacs étant profonds, ils ne gèlent pas entièrement l'hiver, permettant aux poissons (truites fario et ombles chevaliers) de survivre d'année en année.
On ne peut pas vraiment dire qu'il y a une flore spécifique autour de ces lacs, car l'altitude élevée ne permet pas leur survie. La neige est présente même en été sur les flancs exposés nord des roches. Il n'est pas rare que la glace recouvre le lac supérieur jusqu'en juin, les années les plus froides. La vue s'étend du bas Champsaur, aux Autanes, et au massif du Vieux Chaillol (d'où les lacs sont visibles). Le pic de Parières (3 076 mètres) surplombe les lacs, majestueusement.
Le sentier est relativement en bon état jusqu'à l'ancien refuge fonctionnel jusqu'aux années 1910, aujourd'hui en ruines. En effet, celui-ci servait aux ouvriers du projet de fusion des deux lacs, ayant pour but d'édifier un barrage pour faire une conduite forcée et ainsi alimenter en électricité hydroélectrique la vallée du Champsaur. Cependant, la Première Guerre mondiale mit assez rapidement fin à ce projet, et aujourd'hui le sentier de mules pour accéder aux lacs est encore bon, malgré les nombreux pierriers et éboulis.